# Кох, Роланд
Роланд Кох  (нем. Roland Koch, род. 24 марта 1958, Франкфурт-на-Майне) — германский политик (Христианско-демократический союз).
Получил юридическое образование во Франкфуртском университете, работал адвокатом. С 1999 года премьер-министр земли Гессен, с 5 апреля 2008 года и. о. премьер-министра. Также в 1999 году был председателем Бундесрата.
По итогам прошедших в конце 2008 досрочных выборов в ландтаг Кох вновь стал премьер-министром, сформировав коалицию с СвДП.
25 мая 2010 года Кох объявил о своём решении уйти с поста премьер-министра и лидера ХДС в провинции Гессен. Он уйдёт со своего поста 31 августа 2010 года. Вопрос о преемнике будет окончательно решён 12 июня 2010 года на партийном собрании. Ожидается, что им будет Фолькер Буфье, в настоящее время занимающий пост министра внутренних дел земли Гессен. Возможной причиной ухода Роланда Коха из политики являются разногласия между ним и канцлером Ангелой Меркель.